# Dakvoet
De dakvoet van een dak is het onderste gedeelte van ieder dakschild. De hoogte van de dakvoet is vaak niet goed aan te geven, tenzij een dakvoet niet recht in het verlengde ligt van de rest van het dakschild. Deze kunnen naar buiten of naar binnen, geknikt of gebogen zijn.
- geknikte dakvoet: een dakvoet dat naar binnen geknikt is
- gebroken dakvoet: een dakvoet dat naar buiten geknikt is
- hol gebogen dakvoet: een dakvoet dat naar binnen gebogen is
- bol gebogen dakvoet: een dakvoet dat naar buiten gebogen is

Een hol gebogen of geknikte dakvoet in een torenspits wordt een ingesnoerde torenspits genoemd.

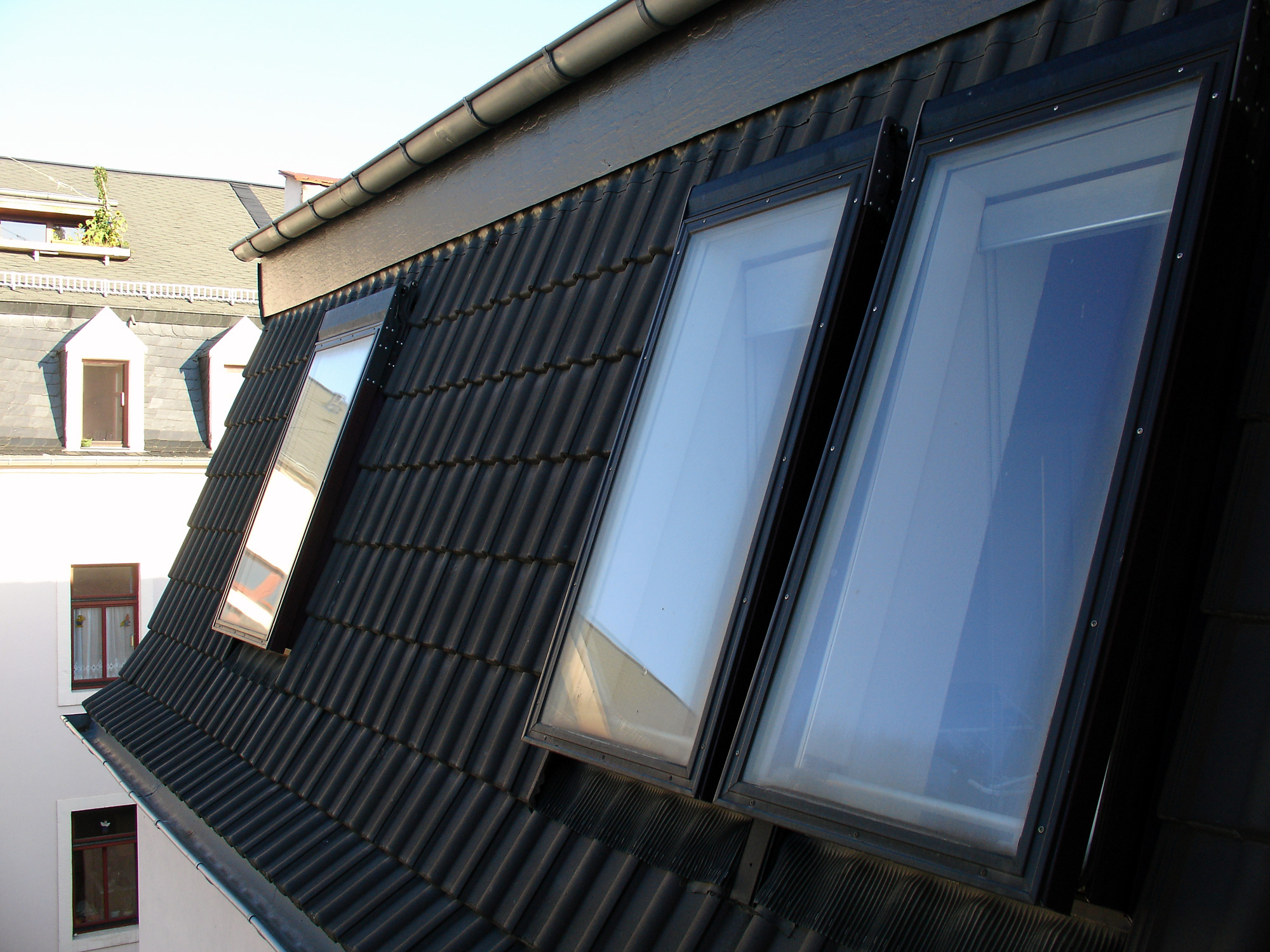
een geknikte dakvoet: de onderste rij pannen
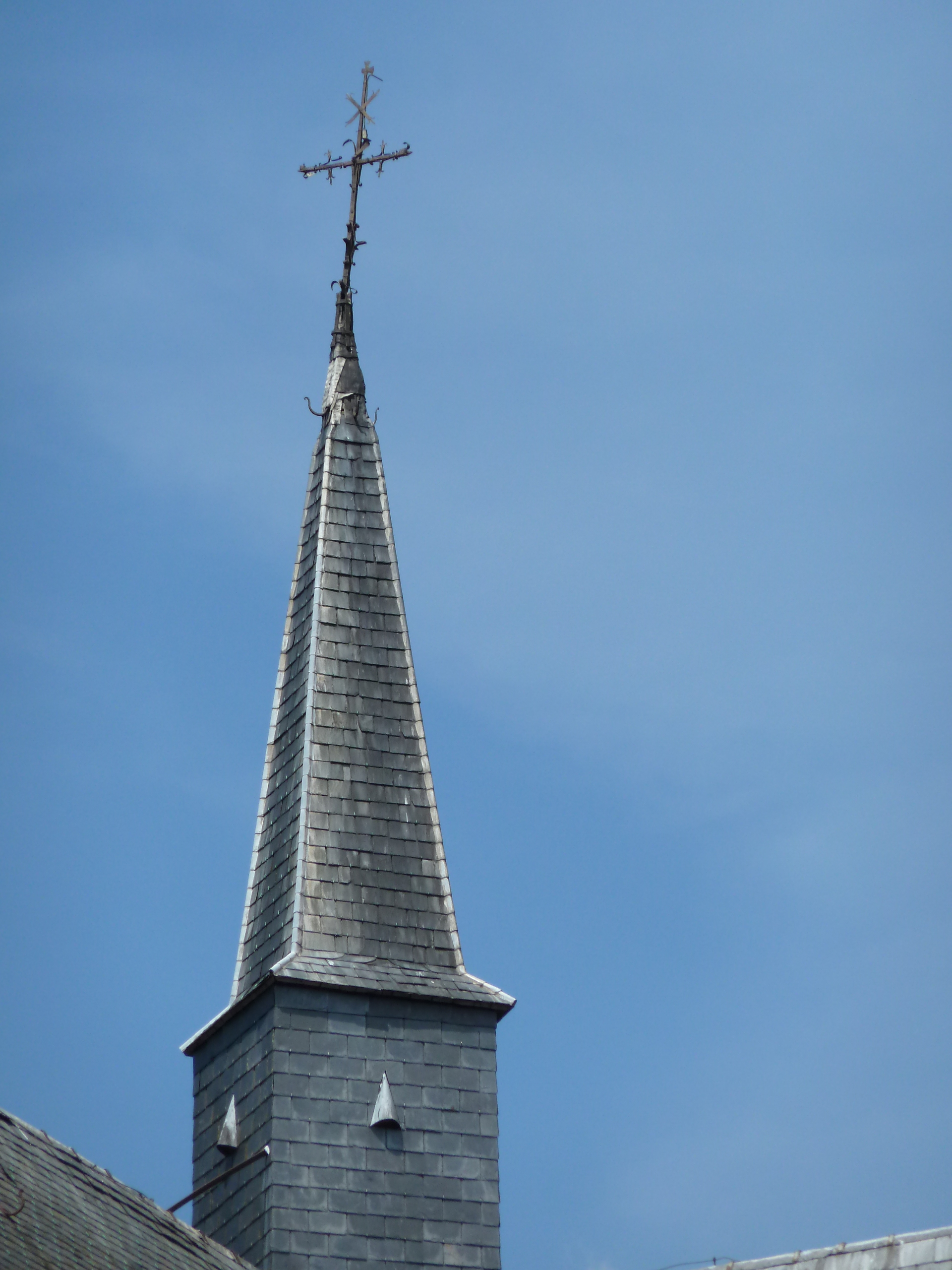
(hol)geknikte dakvoet
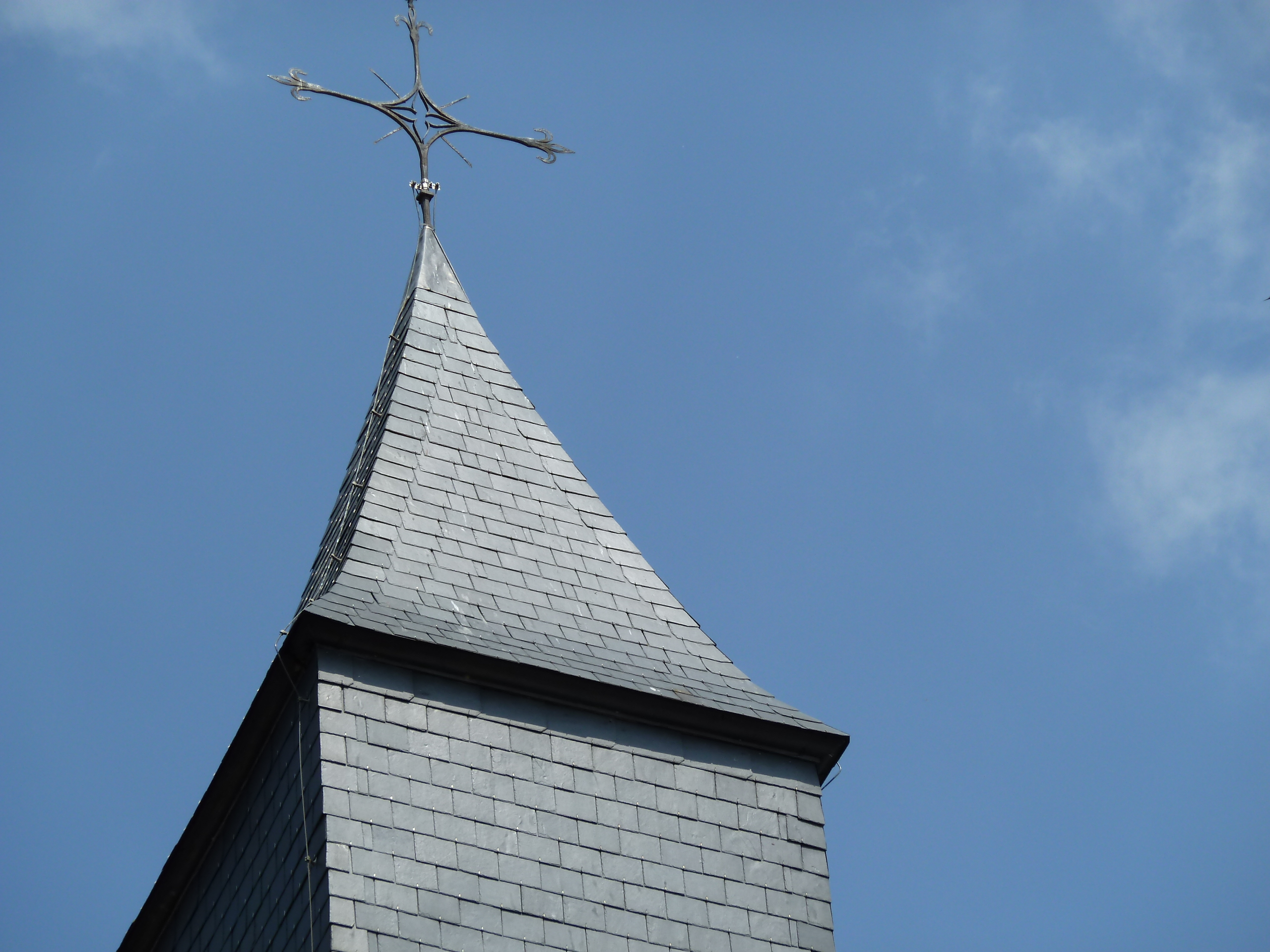
hol-gebogen dakvoet